# Aspidiotus kellyi
Aspidiotus kellyi är en insektsart som beskrevs av Charles Kimberlin Brain 1918. Aspidiotus kellyi ingår i släktet Aspidiotus och familjen pansarsköldlöss. Inga underarter finns listade i Catalogue of Life.